# Anolis valencienni
Espèce
Synonymes
- Norops valencienni (Duméril & Bibron, 1837)
- Placopsis ocellata Gosse, 1850
- Anolis leucocephalus Hallowell, 1856

Statut de conservation UICN

 LC  : Préoccupation mineure
Anolis valencienni est une espèce de sauriens de la famille des Dactyloidae.

## Répartition
Cette espèce est endémique de Jamaïque.

## Description
Les mâles mesurent jusqu'à 80 mm et les femelles jusqu'à 65 mm.

## Étymologie
Cette espèce est nommée en l'honneur d'Achille Valenciennes.

## Publication originale
- Duméril & Bibron, 1837 : Erpétologie Générale ou Histoire Naturelle Complète des Reptiles. Librairie. Encyclopédique Roret, Paris, vol. 4, p. 1-570 (texte intégral).